# Рівненський обласний інститут післядипломної педагогічної освіти
Рівненський обласний інститут післядипломної педагогічної освіти (РОІППО) — заклад вищої освіти III рівня акредитації, що здійснює підвищення кваліфікації педагогічних працівників області та науково-методичний супровід діяльності закладів освіти.

## Історія
Історія РОІППО сягає 1940-го року. Саме з цього часу освіта для мешканців області перестала бути привілеєм, перетворившись на загальнообов’язкову – відтепер всі діти мали ходити до школи. Водночас вибудовувалася централізована мережа закладів освіти по всій Рівненській області. Вони були покликані не лише підняти рівень грамотності серед населення краю, але й сприяти прищепленню радянських ідеологічних цінностей. 6 січня 1940 року при Обласному відділі народної освіти створилипедагогічний кабінет. 9 лютого того ж року педагогічний кабінет перейменували у Рівненський інститут удосконалення вчителів, який розміщувався за нинішньою адресою по вулиці Соборній, 84, в приміщенні Обласного відділу народної освіти. Першим очільником закладу був Андрій Романенко. У період Другої світової війни інститут припинив свою діяльність, приміщення було зруйноване.
Відновлення роботи Інституту відбулося у лютому 1944-го року. У цей період діяли такі кабінети: української мови та літератури, історії та географії, хімії та біології, математики, педагогіки і початкового навчання. Заклад базувався у приміщенні по вул. Івана Мазепи, 31. 
У 1950-х роках Інститут підсилює свою діяльність створенням кабінетів військової підготовки, позашкільної роботи, допомоги працівникам дитячих будинків. Згодом, розгортається робота щодо вдосконалення мережі шкіл, розробки навчальних планів та проведення підготовки і перепідготовкипедагогічних кадрів. Також формуються виїзні комісії з вивчення стану викладання предметів, організації навчання учнів, надання методичної допомоги вчителям. Поступово зміцнюється кадровий потенціал, матеріально-технічна та методична база Інституту. Рішенням виконкому Рівненської обласної ради від 1967 року Обласному відділу народної освіти було передано приміщення на вулиці Симона Петлюри, 25 і 36. А із 1979 р. інститут переведено у нинішнє приміщення на вул. В. Чорновола, 74, де раніше знаходилася школа-інтернат.
У той час Інститут удосконалення вчителів тісно співпрацював з учительським активом, громадськими методистами, обласним та районними відділами освіти, педагогічними кабінетами, що сприяло вирішенню тогочасних проблем загальної середньої освіти. Працівники інституту займалися перепідготовкою керівних і педагогічних працівників. Існували двотижневі, місячні та півторамісячні курси. Щороку  від 2,5 до 4 тисяч педагогів області підвищували кваліфікацію на базі інституту. Також інститут став місцем проведення республіканських семінарів і науково-практичних конференцій. 
Зі здобуттям Україною незалежності, інститут, як і мережа закладів освіти, зазнають перебудови й деідеологізації. У 1994 р. інститут отримав ІІІ рівень. Його визнали вищим навчальним закладом із правом підвищення кваліфікації педагогічних кадрів, підготовки керівників освіти з присвоєнням кваліфікації «Менеджер освіти». 9 серпня 2000 р. заклад було перейменовано у Рівненський обласний інститут післядипломної педагогічної освіти (РОІППО).
З 2016 року РОІППО очолює кандидатка політичних наук, професорка Алла Черній. Станом на сьогодні інститут має ІІІ рівень акредитації та забезпечує підвищення кваліфікації педагогічних працівників Рівненської області. 
Із початком першої серйозної реформи системи освіти в Україні в межах концепції Нової української школи, РОІППО відіграє роль важливої регіональної інституції, що забезпечує імплементацію нових освітніх практик.
Освітній процес на курсах підвищення кваліфікації відбувається як очно, так і дистанційно. Сьогодні працівники інституту пропонують понад стоосвітньо-професійних програм підвищення кваліфікації. Значна увага приділяється підвищенню кваліфікації педагогічних працівників, які працюють з дітьми з особливими освітніми потребами.
У 2022 році інститут пережив черговий етап реструктуризації, метою якої була його адаптація до вимог НУШ та реформи децентралізації. Відтепер на базі РОІППО функціонує три кафедри: методики викладання та змісту освіти, психології та інклюзивної освіти, педагогіки та освітніх інновацій. Також в інституті створений Ресурсний центр підтримки інклюзивної освіти, та діє 10 кабінетів і лабораторій: кабінет ліцензування та навчальної роботи, інформаційних комунікацій та видавничої діяльності, навчально-методичний кабінет психологічної служби, освітнього адміністрування, ЗНО та моніторингу якості освіти, лабораторія природничо-математичної освіти та технологій, суспільно-гуманітарної освіти, національного виховання, дошкільної та початкової освіти, інноваційної діяльності. 
В умовах реформи освіти та створення територіальних громад змінилася й місія інституту. Відтепер він остаточно розпрощався із інституційними практиками і структурою радянської доби, зосередившись на інвестуванні найсучасніших освітніх послуг у розвиток потенціалу громад Рівненської області. 
На режим роботи інституту вплинуло й повномасштабне вторгнення росії 24 лютого 2022 року. З перших днів війни гуртожиток РОІППО став місцем прихистку для громадян зі сходу та півдня України, які тікали від війни. Колектив закладу долучився до волонтерського руху та допомоги військовим.
З 1940 року роботою інституту керували:
- Романенко Андрій Якович (з 1 лютого 1940);
- Журавльова Олександра Василівна (3 лютого — 1 березня 1941);
- П.Орлик (лютий — травень 1944);
- Кривцов Григорій Степанович (травень 1944 — 1952);
- С. В. Ходосох (1952 -1953);
- Коваленко Григорій Стасович (1958–1978);
- Мотуз Іван Федорович;
- Паніна Ганна Арсенівна;
- Хільковець Василь Улянович (1986–1995);
- Кривко Михайло Петрович (1995 — 2001);
- Демченко В. В. (2001 — 2004);
- Віднічук Микола Антонович (2006 — 2013);
- Лавренчук Анатолій Олександрович (2013 — 2016);
- Симак Дмитро Михайлович (2016);
- Черній Алла Леонідівна (з 2017).

## Ректорат
| Посада                                                                       | ПІБ                                                                                                   |
| ---------------------------------------------------------------------------- | --- |
| Директор                                                                     | Черній Алла Леонідівна, кандидат політичних наук, доцент, депутат Рівненської обласної ради з 2010 р. |
| Заступник директора з науково-педагогічної та навчальної роботи              | Долід В'ячеслав Валентинович, кандидат історичних наук, доцент                                        |
| Заступник директора з науково-методичної роботи, адміністрування та розвитку | Колодич Оксана Богданівна, кандидат психологічних наук, доцент                                        |
| Заступник директора з науково-педагогічної роботи та комунікацій             | Бордюк Володимир Миколайович, кандидат педагогічних наук, доцент                                      |